# كوبا ليبرتادوريس 2016
كأس ليبرتادوريس 2016 هو موسم من كأس ليبرتادوريس. أقيم خلال الفترة 2 فبراير 2016 وحتى 27 يوليو 2016، وفاز فيه أتلتيكو ناسيونال الكولومبي.

## النتائج

### دور ال 16
| فريق 1              | مجموع                  | فريق 2               | الجولة الأولى | الجولة الثانية |
| ------------------- | ---------------------- | -------------------- | ------------- | -------------- |
| هوراكان             | 2–4                    | أتلتيكو ناسيونال     | 0–0           | 2–4            |
| ديبورتيفو تاشيرا    | 1–2                    | أونيفرسيداد ناسيونال | 1–0           | 0–2            |
| ناسيونال مونتيفيديو | 2–2 (أهداف خارج الأرض) | كورينثيانز           | 0–0           | 2–2            |
| راسينغ              | 1–2                    | أتلتيكو مينيرو       | 0–0           | 1–2            |
| ساو باولو           | 5–3                    | ديبورتيفو تولوكا     | 4–0           | 1–3            |
| سيرو بورتينيو       | 2–5                    | بوكا جونيورز         | 1–2           | 1–3            |
| إنديبندينتي ديل فال | 2–1                    | ريفر بليت            | 2–0           | 0–1            |
| نادي غريميو         | 0–4                    | روزاريو سنترال       | 0–1           | 0–3            |

### ربع النهائي
| فريق 1              | مجموع                   | فريق 2               | الجولة الأولى | الجولة الثانية |
| ------------------- | ----------------------- | -------------------- | ------------- | -------------- |
| روزاريو سنترال      | 2–3                     | أتلتيكو ناسيونال     | 1–0           | 1–3            |
| إنديبندينتي ديل فال | 3–3 (5–3 ضربات ترجيحية) | أونيفرسيداد ناسيونال | 2–1           | 1–2            |
| ناسيونال مونتيفيديو | 2–2 (3–4 ضربات ترجيحية) | بوكا جونيورز         | 1–1           | 1–1            |
| ساو باولو           | 2–2 (أهداف خارج الأرض)  | أتلتيكو مينيرو       | 1–0           | 1–2            |

### نصف النهائي
| فريق 1               | مجموع | فريق 2           | الجولة الأولى | الجولة الثانية |
| -------------------- | ----- | ---------------- | ------------- | -------------- |
| ساو باولو            | 1–4   | أتلتيكو ناسيونال | 0–2           | 1–2            |
| أونيفرسيداد ناسيونال | 5–3   | بوكا جونيورز     | 2–1           | 3–2            |

### النهائي
لُعب النهائي بنظام الذهاب والإياب بين إنديبندينتي ديل فال الإكوادوري وأتلتيكو ناسيونال الكولومبي. جرت مباراة الذهاب على ملعب آتاهوالبا الأولمبي في كيتو يوم 20 يوليو 2016، بينما لُعبت مباراة الإياب على ملعب أتاناسيو خيراردوت في ميديلين يوم 27 يوليو 2016. فاز أتلتيكو ناسيونال على إنديبندينتي ديل فال بنتيجة 2–1 في المجموع، ليحقق ثاني ألقابه في البطولة.

## قائمة الهدافين
| مركز | لاعب                | فريق                      | أهداف |
| ---- | ------------------- | ------------------------- | ----- |
| 1    | جوناثان كاليري      | ساو باولو                 | 9     |
| 2    | ماركو روبن          | روزاريو سنترال            | 8     |
| 2    | إسماعيل سوسا        | نادي أونيفرسيداد ناسيونال | 8     |
| 4    | خوسيه إنريكي أنجولو | إنديبندينتي ديل فالي      | 6     |
| 4    | جونيور سورنوزا      | إنديبندينتي ديل فالي      | 6     |
| 6    | رامون أبيلا         | هوراكان                   | 5     |
| 6    | ميغيل بورخا         | أتلتيكو ناسيونال          | 5     |
| 6    | مايكل سانتوس        | ريفر بليت                 | 5     |
| 6    | كارلوس تيفيز        | بوكا جونيورز              | 5     |
| 6    | فرناندو أوريبي      | تولوكا                    | 5     |